# Cieszyn
Cieszyn (tjekkisk: Těšín, tysk: Teschen) er en by i det sydlige Polen med 35.642 indbyggere (2006) i det schlesiske voivodskab ved floden Olza, en biflod til Oder, overfor byen Český Těšín.
Cieszyn er en af de ældste byer i Schlesien. Med sin arkitektur, som kombinerer polske og østrigske træk, er den kendt som "Lille Wien".